# Санта-Мария-Реджина-Пачис-ин-Остия-маре (титулярная церковь)
Титулярная церковь Санта-Мария-Реджина-Пачис-ин-Остия-маре (лат. Titulus Sanctae Mariae Reginae Pacis ad litus Ostiense) — титулярная церковь была создана Папой Павлом VI 5 марта 1973 года апостольской конституцией Hac nostra aetate. Титул принадлежит церкви Санта-Мария-Реджина-Пачис-ин-Остия-маре, расположенной в квартале Рима Лидо-ди-Остия-Леванте, на пьяцца Реджина Пачис.

## Список кардиналов-священников титулярной церкви Санта-Мария-Реджина-Пачис-ин-Остия-маре
- Джеймс Дарси Фримен — (5 марта 1973 — 16 марта 1991, до смерти);
  - вакансия (1991—1994);
- Павел Иосиф Фам Динь Тунг — (26 ноября 1994 — 22 февраля 2009, до смерти);
- Лоран Монсенгво Пасиня — (20 ноября 2010 — 11 июля 2021, до смерти);
- Уильям Го Сен Че — (27 августа 2022 — по настоящее время).